# Molnár Rajmund (labdarúgó)
Molnár Rajmund (Budapest, 2002. augusztus 28.– ) korosztályos magyar válogatott labdarúgó, az MTK Budapest játékosa.

## Pályafutása

### Klubcsapatokban
2019. október 2-án próbajáték után szerződtette a Honvéd csapatától a Benfica. A portugáloknál nem lépett pályára az első csapatban. 2021. február 10-én a magyar másodosztályban szereplő Győri ETO csapatához került kölcsönbe. A tavaszi szezon folyamán összesen 4 bajnokin kapott lehetőséget és 1 gólt szerzett. 2021 nyarán a szintén másodosztályú Csákvár igazolta le. Molnár 31 bajnokin 9 találatot ért el, ezzel csapata második legeredményesebb gólszerzőjének bizonyult a szezon folyamán. 2022. július 25-én az NB II-es Szombathelyi Haladás csapatához szerződött.
2023. június 7-én egy évre kölcsönbe szerződtette az MTK Budapest, bizonyos feltételek mellett opciós joga lett a klubnak a végleges megvásárlására. 2024. június 18-án végleg szerződtették.

### A válogatottban
A magyar U16-os válogatottban 2017 és 2018 között 10 alkalommal szerepelt, ezeken 2 gólt ért el. Az U17-es válogatottban szintén 10 alkalommal lépett pályára és 2 gólt szerzett. Tagja volt a 2019-es U17-es Eb-n, illetve a 2019-es U17-es vb-n szereplő magyar válogatottnak. Az U18-as válogatottban 2 alkalommal játszott 2019-ben. Az U19-es válogatottban 2021. február 2-án, egy Szlovákia elleni barátságos mérkőzésen játszotta egyetlen mérkőzését. Az U21-es válogatottban 2024. március 21-én, Moldova ellen mutatkozott be.

## Statisztika

### Klubcsapatokban
2025. augusztus 17-i állapot szerint.
| Klub                      | Szezon         | Bajnokság      | Bajnokság | Bajnokság | Kupa  | Kupa  | Nemzetközi | Nemzetközi | Egyéb | Egyéb | Összesen | Összesen |
| Klub                      | Szezon         | Liga           | Mérk.     | Gólok     | Mérk. | Gólok | Mérk.      | Gólok      | Mérk. | Gólok | Mérk.    | Gólok    |
| ------------------------- | -------------- | -------------- | --------- | --------- | ----- | ----- | ---------- | ---------- | ----- | ----- | -------- | -------- |
| Győri ETO (kölcsönben)    | 2020–21        | NB II          | 4         | 1         | —     | —     | —          | —          | —     | —     | 4        | 1        |
| Csákvár                   | 2021–22        | NB II          | 31        | 9         | 3     | 1     | —          | —          | —     | —     | 34       | 10       |
| Haladás                   | 2022–23        | NB II          | 35        | 15        | 2     | 0     | —          | —          | —     | —     | 37       | 15       |
| MTK Budapest (kölcsönben) | 2023–24        | NB I           | 19        | 3         | 2     | 3     | —          | —          | —     | —     | 21       | 6        |
| MTK Budapest              | 2024–25        | NB I           | 29        | 5         | 3     | 2     | —          | —          | —     | —     | 32       | 7        |
| MTK Budapest              | 2025–26        | NB I           | 4         | 5         | —     | —     | —          | —          | —     | —     | 4        | 5        |
| MTK Budapest              | Összesen       | Összesen       | 52        | 13        | 5     | 5     | —          | —          | —     | —     | 57       | 18       |
| Teljes karrier            | Teljes karrier | Teljes karrier | 122       | 38        | 10    | 6     | —          | —          | —     | —     | 132      | 44       |

1. ↑  Magában foglalja a magyar kupában való pályára lépéseit.